# NDR Chor
L'NDR Chor (Coro radiofonico della Germania settentrionale) è il coro dell'emittente tedesca Norddeutscher Rundfunk (NDR), con sede ad Amburgo. Fu fondato nel 1946, con Max Thurn come primo direttore degli allora 55 cantanti. Il gruppo ha partecipato a prime di musica contemporanea, come la prima postuma del concerto dell'opera Moses und Aron di Schönberg. È nota anche per la musica a cappella, introdotta da Helmut Franz come una registrazione di tutte queste opere di Johannes Brahms. L'attuale direttore artistico è Philipp Ahmann, che ha ricoperto la carica dal 2008. L'NDR Chor, ora un gruppo di 28 cantanti, è uno dei principali cori da camera professionali in Germania.

## Storia
L'NDR Chor è stato fondato ad Amburgo il 1º maggio 1946, allora come coro della Nordwestdeutscher Rundfunk (NWDR) e prese il nome attuale nel 1956 quando l'emittente è stata divisa in NDR e WDR. Il suo primo direttore è stato Max Thurn, che ha scelto 55 cantanti tra più di 2.000 candidature di cantanti professionisti. Durante i primi anni si è concentrato sulle trasmissioni in collaborazione con l'orchestra sinfonica, NDR Sinfonieorchester (ora NDR Elbphilharmonie Orchester), in programmi che di solito venivano eseguiti anche in concerti. Nel 1948 il coro ha partecipato a una registrazione del Fidelio di Beethoven diretto da Hans Schmidt-Isserstedt. Dal 1953 Thurn diresse una serie di cantate di Bach con membri del coro e membri della NDR Sinfonieorchester. Il coro ha preso parte a progetti pionieristici, come la prima del concerto dell'opera Moses und Aron di Arnold Schönberg. Ferenc Fricsay diresse nel 1959 lo Stabat Mater di Rossini. Thurn è stato direttore fino al suo ritiro nel 1965.
La musica contemporanea è stata eseguita più frequentemente da quando Helmut Franz è diventato direttore. Ha diretto nel 1967 la prima di Lux aeterna di Ligeti per coro a cappella in una serie das neue werk (il nuovo lavoro). Tra le anteprime figurano Utrenja di Penderecki, l'oratorio Floß der Medusa di Henze, che provocò uno scandalo e Atmen gibt das Leben di Stockhausen. Franz scese la Messa in si minore di Bach per il suo concerto finale con coro nel 1978.
Un interesse più recente è la musica a cappella di tutti i periodi. Il coro ha registrato tutto il lavoro a cappella di Johannes Brahms, diretto dal Kirchenmusikdirektor Günter Jena di Amburgo, che ha studiato il programma dal 1981 in circa sei mesi di prove giornaliere. La registrazione ha ottenuto il premio francese Orphée d'Or ed è diventata un marchio di fabbrica di NDR Chor.
Negli anni '90 il coro è stato diretto da un Doppelspitze (doppio protagonista), Robin Gritton e Michael Gläser. Leon Schidlowsky ha composto il suo Laudate per il coro nel 1996. Dal 1999 al 2004, Hans-Christoph Rademann è diventato direttore del coro. Ha raggiunto una maggiore trasparenza nel suono, seguendo le esecuzioni storicamente informate della musica barocca, ma dirigendo opere di Reger e Bruckner con la stessa intenzione.
Dalla stagione 2008/09, Philipp Ahmann è stato direttore artistico del gruppo. Ha trovato un gruppetto di soli 28 cantanti ed ha programmato musica da camera in base alle dimensioni. Creò una nuova serie di quattro concerti all'anno incentrati su un unico tema. Il coro collabora con gli altri gruppi musicali della NDR, ma anche con altri cori radiofonici tedeschi. Si è promosso rendendo la musica più accessibile, presentando un programma Konzert statt Schule (concerto invece della scuola), eseguendo concerti per famiglie, conducendo laboratori aperti agli studenti delle accademie di musica della regione (Musikhochschule) e concerti regolari in luoghi della regione servito dal NDR.
Nell'aprile 2010 il Coro NDR è stato insignito della Medaglia Johannes Brahms della città di Amburgo, conferito per meriti speciali per la vita musicale ad Amburgo e la conservazione del patrimonio culturale di Brahms ("per servizi speciali alla vita musicale di Amburgo e il mantenimento del patrimonio culturale di Johannes Brahms "). Ahman ha diretto un programma festivo il 19 aprile 2010, dei mottetti di Bach Singet dem Herrn ein neues Lied, BWV 225, e Der Geist hilft unsrer Schwachheit auf, BWV 226, Fest- und Gedenksprüche e Warum ist das Licht gegeben di Johannes Brahms, Immortal Bach di Knut Nystedt e Sieben Magnificat-Antiphonen di Arvo Pärt.
Il direttore e compositore Eric Whitacre ha organizzato nel 2012 un progetto di cantare insieme, SINGING!, ad Amburgo, che è diventato un'istituzione annuale, collegando centinaia di cantanti con l'NDR Chor.
La 70ª stagione 2016/17, che coincide anche con la prima stagione nella sala concerti Elbphilharmonie, è caratterizzata da concerti extra, tra cui Rothko Chapel di Morton Feldman, La Creazione di Haydn e Israele in Egitto di Handel. Nel concerto di apertura della nuova sala da concerto l'11 gennaio 2017, l'NDR Chor si è esibito nella Nona Sinfonia di Beethoven, diretta da Thomas Hengelbrock.

## Direttori
In più di 70 anni, il coro ha avuto i seguenti direttori:
- 1946–65: Max Thurn
- 1966–78: Helmut Franz
- dal 1995: Robin Gritton e Michael Gläser
- 1999–2004: Hans-Christoph Rademann
- dal 2008: Philipp Ahmann

## Incisioni
- Johann Strauss Jr.: Der Zigeunerbaron (Operetta in tre atti; versione 1886). Nikolai Schukoff, Jochen Schmeckenbecher, Markus Brück, Jasmina Sakr, Claudia Barainsky, Heinz Zednik, Paul Kaufmann, Khatuna Mikaberidze, Renate Pitscheider, Lawrence Foster, NDR Radiophilharmonie, NDR Chor. Pentatone PTC 5186482 (2016).
- Mendelssohn: Lobgesang, Andrew Manze, Anna Lucia Richter, Esther Dierkes, Robin Tritschler, NDR Radiophilharmonie, WDR Rundfunkchor Köln. Pentatone PTC 5186639 (2018).